# Weinsieb
Das Weinsieb ist ein spezielles Sieb, das bei der Weinherstellung zum Einsatz kommt. Es wird verwendet, um überschüssige Feststoffe und Trübstoffe, die während der Gärung entstanden sind, aus dem Wein zu entfernen. Dazu gehören unter anderem, Hefe, Traubenkerne, Schalenreste, kleine Partikel und Weinstein. In seiner einfachsten Form ist das Weinsieb ein feinmaschiges Sieb oder eine Art Filter, der meist aus Edelstahl, Kunststoff oder manchmal auch aus Textilmaterial besteht.

## Geschichte
Schon in der Antike fand die Verwendung des Weinsiebs seinen Gebrauch. Amphoren wurden vor dem Verzehr des Weins in kleinere Krüge umgefüllt, wobei das Sieb verwendet wurde, um feste Bestandteile und Bodensatz herauszufiltern. Teilweise wurden Tücher eingelegt, für ein noch feineres Ergebnis. "Griechische Bronzesiebe des 5.-3. Jh.v.Chr. zeichnen sich durch besondere Feinheit in der Perforierung aus." Diese Feinheit kann jedoch die Fließgeschwindigkeit des Weins beeinträchtigt haben.
In der Antike wurden verschiedene Arten des Weinsiebs verwendet. Somit gab es unter anderem den sogenannten „Siebtrichter“, der die Funktion des Umfüllens mit der des wegklappbaren Siebs vereinte. Auch die Patera (ein antikes griechisches und römisches Trinkgefäß) wurde mit einem Sieb ausgestattet, welches exakt in einander passte. Somit wurde der Wein durch das Sieb in das Trinkgefäß gegeben, in dem er direkt verzehrt werden konnte.

## Verwendung
Früher wurden Weinsiebe aus Bronze gefertigt. Heute hingegen bestehen sie meistens aus Metallen wie z. B. Edelstahl. Auch für das Eliminieren von Feststoffen im Wein gibt es heute bessere und schnellere Methoden, um diesen Prozess durchzuführen. Am häufigsten wird der Schichtenfilter verwendet, bei dem der Wein durch viele kleine Filter läuft. Es gibt aber auch Methoden, wie zum Beispiel die Bentonitschönung. Dabei werden Schönungsmittel, wie Galantine oder aufgeschlagenes Eiweiß in den Wein gegeben, wodurch sich überschüssige Eiweiße an der Oberfläche absetzen und diese schließlich entfernt werden können. Das Filtern von Wein ist außerdem dafür verantwortlich, dass die Farbe verblasst und er an Geschmack und Aromen verliert.
Das Sieb wird heute vor allem für das Dekantieren verwendet. Dabei wird der Wein langsam aus der Flasche in ein anderes Gefäß gegossen, sodass der Bodensatz in der Flasche bleibt. Bei diesem Prozess kann das Sieb zur Hilfe genommen werden, um keine ungewünschten Überreste in das neue Gefäß zu übernehmen. Nicht nur durch das zurücklassen von Feststoffen, sondern auch die Verbindung mit Sauerstoff verbessert den Geschmack von Wein. Meist wird das Dekantieren bei Rotweinen angewendet, da sich bei diesen Weinen am meisten Bodensatz bildet. Allerdings ist es bei allen anderen Weinsorten ebenfalls zu empfehlen, da sich durch den Kontakt mit Sauerstoff das Aroma besser entfalten kann.